# Loring M. Black
Loring Milton Black Jr. (ur. 17 maja 1886 w Nowym Jorku, zm. 21 maja 1956 w Waszyngtonie) – amerykański polityk, członek Partii Demokratycznej.

## Działalność polityczna
Od 1911 do 1912 i od 1919 do 1920 zasiadał w New York State Senate. W okresie od 4 marca 1923 do 3 stycznia 1935 przez sześć kadencji był przedstawicielem 5. okręgu wyborczego w stanie Nowy Jork w Izbie Reprezentantów Stanów Zjednoczonych.